# Masthala favillalella
Masthala favillalella är en fjärilsart som beskrevs av Walker 1864. Masthala favillalella ingår i släktet Masthala och familjen mott. Inga underarter finns listade i Catalogue of Life.